# Barbara Prakopenka
Barbara Prakopenka, née à Homel (Biélorussie) le 29 avril 1992, est une actrice biélorusse naturalisée allemande.

## Biographie
À l'âge de deux ans, elle a déménagé avec sa famille à Hambourg.
De septembre 2010 à avril 2011, elle apparaît pour la première fois à la télévision en jouant le rôle de Jasmin Blohm dans le feuilleton Lena : L'amour de ma vie.
Plus tard, elle joue divers rôles dans des séries télévisées telles que SOKO Wismar, Brigade du crime, Tatort.
À partir de mai 2012, elle joue le rôle de Kira Beckmann, le feuilleton Unter uns.
Depuis décembre 2016, elle est Annette, le protagoniste de la série web You Tube Alles Liebe.
Barbara Prakopenka parle couramment le russe, l'allemand et l'anglais, et vit actuellement à Berlin.

## Filmographie
- 2006 : Mission sauvetages
- 2007 : Innere Werte
- 2009–2018 : Notruf Hafenkante
- 2009 : Brigade du crime
- 2009 : Wie die Wolken
- 2010–2011 : Lena – Liebe meines Lebens
- 2011 : Danni Lowinski
- 2011 : SOKO Wismar
- 2011 : Stillstand
- 2011–2012 : Heiter bis tödlich: Nordisch herb
- 2012 : Der Kriminalist : Dolly 2.0
- 2012–2014 : Unter uns
- 2012 : Tatort
- 2012 : Tatort
- 2012 : Al Bustan
- 2015 : Letzte Spur Berlin
- 2015 : Rote Rosen
- 2015 : Zwei Leben. Eine Hoffnung
- 2015 : Brigade du crime
- 2016 : Hotel Heidelberg
- 2016 : SOKO Wismar
- 2016 : Une équipe de choc
- 2016 : Polizeiruf 110
- 2016 : Tatort – Tatort: Das Recht, sich zu sorgen
- 2016 : In aller Freundschaft
- 2016–2017 : Alles Liebe, Annette[1]
- 2017–2018 : In aller Freundschaft – Sprachlos, Gefühlte Ewigkeit, Fürchtet euch nicht!
- 2017 : Die Chefin – Zieh dich aus
- 2017 : Familie Dr. Kleist
- 2018 : L'Inciseur (Abgeschnitten) de Christian Alvart : Hannah Herzfeld
- 2018 : Beck is back!
- 2018 : Bettys Diagnose
- 2018 : Helen Dorn: Schatten der Vergangenheit
- 2018 : Blind ermittelt
- 2018 : Christiane Sadlo